# 前奏曲、アダージョと「来たれ創り主なる聖霊」によるコラール変奏曲
モーリス・デュリュフレの前奏曲、アダージョと「来たれ創り主なる聖霊」によるコラール変奏曲（作品番号4）は、オルガン独奏のために書かれた作品である。任意で単旋律男声合唱を加えることも出来る。1930年作曲、デュラン社より出版、演奏時間約20分。
初演は1930年5月16日にデュリュフレ自身によってフランス国立音楽協会（SIM）主催のパリ音楽院での演奏会にて行われた。また同年6月にこの曲は「オルガン友の会」作曲賞を受賞した。
この曲で最も特徴的なのは3曲目にあたるコラール変奏曲で、これはグレゴリオ聖歌の『来たれ創り主なる聖霊』(Veni creator Spiritus)の旋律を元としている。ホ調上のミクソリディア教会旋法に基づくため、第7音が長音階より半音低い。このため聴覚上はイ長調にも聴こえ、全曲の最終部分が属和音で終わるような印象を受けることもある。またコラール変奏曲に限らず全曲がこのホ調ミクソリディア旋法を基盤としており、そのためデュリュフレのオルガン曲の中では特に長調に近く明るい印象を持つ曲である。
この変奏曲のうち、各変奏部分の間に任意で単旋律男声合唱によるグレゴリオ聖歌を挟むことも可能であり、これによってより教会音楽としての神聖な雰囲気を醸し出している。合唱と併せての演奏会や録音によってはこの編成での演奏を聴くことも出来る。
『来たれ創り主なる聖霊』は元々キリスト教の行事である聖霊降臨祭（フランス語：パントコート、ラテン語：ペンテコステ、復活祭後の第7日曜日）に際してカトリックで歌われる聖歌である。そのため時期としては5月または6月にこの曲の演奏機会が多い。